# Довга Ніч
«Довга Ніч» — це третій епізод восьмого сезону телевізійного серіалу від HBO «Гра престолів», а також 70-ий загалом. Його написали Девід Беніофф і Ді Бі Вайс, а режисер — Мігель Сапочнік. Епізод було випущено 28 квітня 2019 року в США та 29 квітня 2019 року в Україні. Це найдовший епізод серіалу тривалістю 82 хвилини.

## Сюжет
Об'єднані армії живих зустрічають армію мертвих на полі, але швидко переповнюються вищими числами померлих; Майже всі дотракійці вбиті, а Едд вмирає, рятуючи Семвелла. Живі відступають за стіни замку, поки Мелісандра підпалює траншею навколо Вінтерфелла, затримує просування мертвих. Джон і Данерис займаються Королем Ночі з їхніми драконами. Мертвим вдалося прорвати брандмауер і вторгнутися у Вінтерфелл, захисники якого швидко були розбиті. Ліанна Мормонт виколює око велитню, коли він придушує її в руці, і обидва вмирають. Берик жертвує своїм останнім життям, щоб дати Арії і Псу час втекти. Король Ніч прилітає на мертвому драконі Дрогоні та завдає смертельних поранень Дрогону. Далі Король піднімає вбитих захисників Вінтерфелла і мертвих у криптах, щоб боротися за нього. Данерис б'ється із Дрогоном, а Джора захищаючи її дістає смертельні поранення. Король Ночі підійшов до Годсвуда, щоб убити Брана і вбиває Теона. Арія старається захистити Брана, але Король Ночі схоплює її. Меч Арії падає, але вона встигає схопити його і вбиває Короля Ночі, тим самим убивши усе військо мертвих. Мелісандра, як і казала, помирає на сході сонця від старості.